# 1898 au Canada
Pour un article plus général, voir Chronologie du Canada.
Cet article traite des événements qui se sont produits durant l'année 1898 au Canada.

## Événements
- 10 septembre : grand incendie de New Westminster en Colombie-Britannique.

### Politique
- 1er mars : élection générale ontarienne de 1898. Les libéraux de Arthur Sturgis Hardy gagnent une majorité.

- 13 juin : 
  - le Yukon devient un territoire distinct des Territoires du Nord-Ouest; Dawson City en est sa nouvelle capitale;
  - le territoire de la province de Québec s'agrandit pour inclure principalement l'Abitibi-Témiscamingue.

- 15 août : Charles Augustus Semlin devient premier ministre de la Colombie-Britannique.
- Août : Donald Farquharson devient premier ministre de l'Île-du-Prince-Édouard.

- Conférences à Québec (24 août - 11 octobre) et Washington (7 novembre - 21 février 1899) pour régler le contentieux qui oppose le Canada et les États-Unis à propos de l’Alaska. Devant l’impasse des pourparlers, on décide de demander à la Grande-Bretagne de servir d’arbitre. Elle donne raison aux États-Unis.

### Justice
- Janvier : le policier Sam Steele est responsable de faire respecter l'ordre au Yukon en plein Klondyke. Il oblige les chercheurs d'or à amener de la nourriture pour accéder au Yukon.
- 29 septembre : référendum canadien sur la prohibition de l'alcool. Le oui l'emporte de très peu. Par contre le gouvernement laisse aux provinces le choix de décider de son application.

### Sport
- Hockey sur glace :  les Victorias de Montréal demeurent les champions de la coupe Stanley.

### Économie
- Fondation de L'Impériale Esso spécialisée en produits pétroliers.
- Fondation de la Shawinigan Water and Power Company qui produisait de l'électricité.

### Culture
- Elzéar Hamel commence à jouer au théâtre dans des rôles de vilains.

### Religion
- 4 mai : érection du Diocèse catholique de Pembroke en Ontario.
- Louis-Nazaire Bégin devient archevêque de Québec.

## Naissances
- 20 mai : Paul Gouin, politicien québécois.
- 29 juin : Roméo Vachon, aviateur.
- 23 août : Brooke Claxton, homme fédéral provenant du Québec.
- 27 août : Gaspard Fauteux, homme politique fédéral provenant du Québec.
- 30 août : Gleason Belzile, homme politique fédéral provenant du Québec.
- 7 octobre : Jean Grimaldi, chanteur.
- 1er décembre : Stuart Garson, premier ministre du Manitoba.

## Décès
- 1er janvier : John Arthur Fraser, artiste.
- 7 mars : Theodore Davie, premier ministre de la Colombie-Britannique.
- 12 avril : Elzéar-Alexandre Taschereau, cardinal, archevêque de Québec (° 17 février 1820).
- 13 mai : François Bourassa (homme politique)
- 13 juin : Joseph-Adolphe Chapleau, premier ministre du Québec.
- 14 juillet : Louis-François Richer Laflèche, évêque de Trois-Rivières.
- 31 juillet : John Walsh (évêque).
- 24 août : Casimir Stanislaus Gzowski, homme d’affaires.